# الجبهة الاشتراكية الوطنية (السويد)
كانت الجبهة الاشتراكية الوطنية (بالسويدية: Nationalsocialistisk front) والمعروفة اختصاراً بـ"NSF" في وقت حلّها أكبر حزبٍ سياسي نازي في السويد. وقد أنشئت المنظمة في كارلسكرونا في 8 أغسطس 1994. وأصبحت حزباً سياسياً في 20 أبريل 1999، وهو عيد ميلاد المستشار الألماني النازي أدولف هتلر ال 110.
وقد ترشح الحزب في انتخابات المجالس البلدية في كارلسكرونا في عام 2002، لكنه اجتذب فقط 0.5٪ من الأصوات التي لم تكن كافية للولاية. في عام 2006 دخل الحزب الانتخابات على المستوى الوطني. هناك حصل على 1417 صوتاً، أو 0.03٪ (للدخول إلى البرلمان السويدي يحتاج الحزب إلى 4٪ على الأقل من مجموع الأصوات). وكان الحزب الأكثر نجاحاً في ترولهاتان، حيث تلقى 208 أصوات أو 0.65٪، على الرغم من أن هذا لم يكن كافياً لدخول الجمعية البلدية. كان عام 2006 أفضل سنة انتخابات في تاريخ الحزب.
في عام 2007 تظاهر الحزب في ستوكهولم للإفراج عن منكر المحرقة إرنست زوندل.
وكان الهدف الرئيسي للحزب هو إلغاء الديمقراطية، وإعادة المهاجرين إلى الوطن، واعتقال الشيوعيين في معسكرات العمل، وتكرار المحرقة، وتنفيذ العنصرية العلمية، وخفض الضرائب على الأسر التي لديها العديد من الأطفال الأصحاء وراثياً.كما أطلقت المنظمة حملة للدفاع عن ميل جيبسون ضد الانتقادات التي تلقاها من أبراهام فوكسمان لصنع فيلم آلام المسيح.
وكان لجبهة الاشتراكية الوطنية قانون زي رسمي إلزامي خلال المسيرات والمظاهرات، شملت سترة أو قميص قتالي أسود، وقبعة عسكرية سوداء، وأحذية، وسراويل قتالية ملونة من الخاكي وشعار الحزب على السلاح. وقد تم إنهاء هذا الزي الموحد بعد أن ذكرت الشرطة في عام 2006 أن جريمة الكراهية ترتكب من قبل مرتدو هذه الملابس أثناء المظاهرات. وكثيراً ما ارتدى أعضاء الحزب قميص أزرق مع خطوط صفراء.